# Niels Ove Vigilius
Niels Ove Vigilius (født Rasmussen 8. juni 1931 i Ubberud Sogn, død 1. december 2002) var medstifter og landssekretær i Kristeligt Forbund for Studerende (1962-1969). Han var en markant skikkelse i udformningen af den kirkelige højrefløj i dansk kirkeliv, bl.a. ved at være medstifter og rektor (1975-1999) af den alternative teologiske uddannelse Dansk Bibel-Institut. Fra 1971 til 1975 var han desuden medlem af eksekutivkomiteen for The International Fellowship of Evangelical Students (IFES).
Hans teologi var luthersk ortodoks, og han hævdede gennem hele livet Bibelens ufejlbarlighed og guddommelige inspiration (ortodokst/konservativt bibelsyn). Han var fra 1970 til sin død prædikant i den konservative, lavkirkelige forening Luthersk Missionsforening.